# Mendaur
De Mendaur is een 1131 meter hoge berg in Westelijke Pyreneeën in de Spaanse regio Navarra. De berg domineert de vallei van Doneztebe (dorpen Doneztebe, Elgorriaga, Ituren, Zubieta, Oiz, Donamaría en Sunbilla). In 1692 werd op de top een kapel gebouwd, die gerestaureerd werd in 1963. De top van de Mendaur ligt op de grens van de gemeentes Sunbilla en Ituren.

## Topografie
De berg ligt in het stroomgebied van de Bidasoa. De Mendaur vormt het einde en hoogste punt van een kamlijn die in het westen start bij de 1046 meter hoge Ekaitza en via de Mendieder (1071 m) bij de Mendaur uitkomt. Ten westen van de Mendaur ligt nog een noord-zuid gerichte kamlijn met de Arainburu als hoogste top. Deze kamlijn vormt hier de waterscheiding tussen Bidasoa en Urumea en aldus de hoofdkam van de Pyreneeën (als men het westelijke einde van de bergketen definieert als de Cap Higuer bij de Jaizkibel).
De berg vormt een van de meest impressionante toppen in dit deel van het Baskenland. Bij goed weer is de top te zien vanaf de Monte Igueldo bij Donostia (San Sebastian).

## Beklimming
Men kan de berg al wandelend beklimmen vanuit Ituren, het gehucht Aurtiz (Ituren), Doneztebe, Elgorriaga (via het zadel bij Bosterraz) of vanuit Sunbilla. De route vanaf Sunbilla wordt door sommigen als de mooiste weg naar de top gezien.